# Fußball-Weltmeisterschaft 1998/Qualifikation
Die Qualifikation zur Fußball-Weltmeisterschaft 1998 diente zur Ermittlung der Teilnehmer an der Endrunde in Frankreich.

## Qualifikation zur Fußball-Weltmeisterschaft 1998

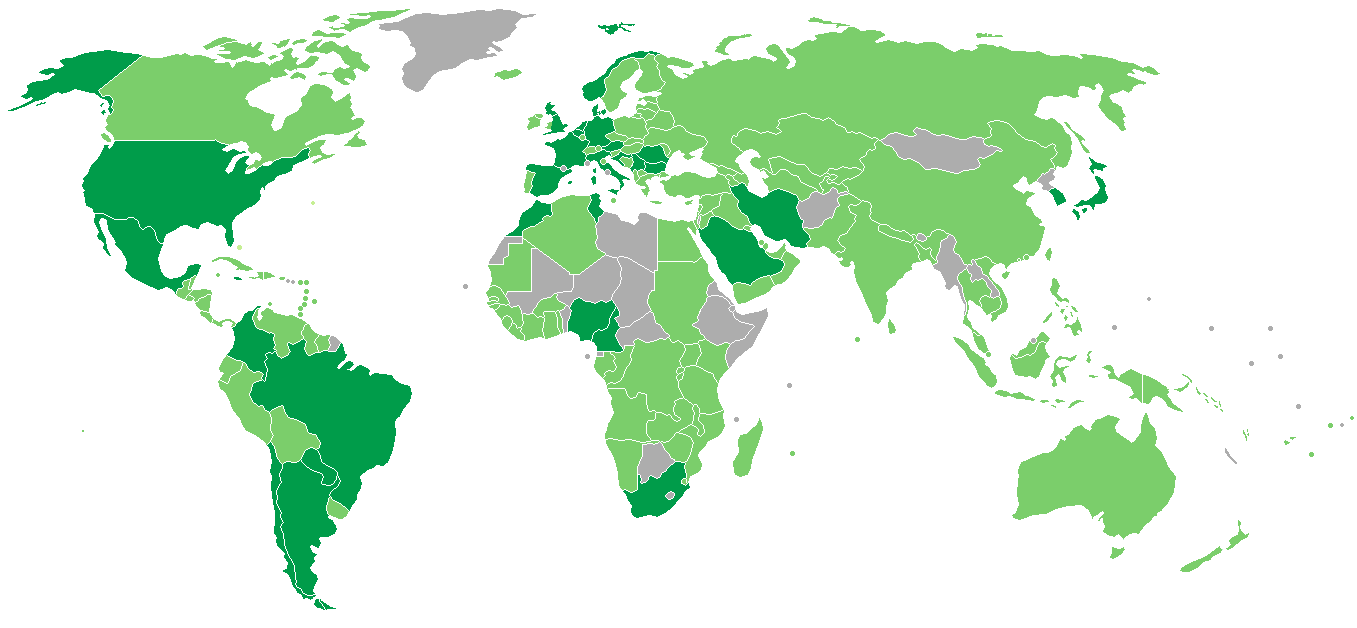
Teilnehmer der Qualifikation zur WM 1998

Die Qualifikationsspiele für die Fußball-Weltmeisterschaft der Männer im Jahre 1998 fanden vom 10. März 1996 bis zum 29. November 1997 statt. 166 von XXX Ländern (alle Mitglieder der FIFA) waren in die WM-Qualifikation gestartet, 30 Nationalmannschaften blieben am Ende der Qualifikation übrig. Brasilien als Titelverteidiger und Frankreich, als Gastgeber gesetzt, vervollständigten das Feld der Endrundenteilnehmer. Alle Qualifikationsmöglichkeiten beinhalteten entweder das Meisterschafts- beziehungsweise das Cupsystem.
Für das Weltmeisterschaftsturnier in Frankreich im Jahre 1998 hatten insgesamt 166 Mannschaften gemeldet, darunter
- 50 Mannschaften aus Europa
- 10 Mannschaften aus Südamerika
- 22 Mannschaften aus Nord- und Mittelamerika
- 36 Mannschaften aus Afrika
- 38 Mannschaften aus Asien
- 10 Mannschaften aus Ozeanien

Qualifizierte Mannschaften

Da Titelverteidiger Brasilien und Veranstalter Frankreich direkt qualifiziert waren und die WM-Endrunde mit 32 Mannschaften ausgetragen wurde, standen für die verbleibenden 164 Mannschaften 30 freie Endrundenplätze zur Verfügung; davon gingen
| 14 an Europa                 | Dänemark      | England  | Norwegen    | Österreich     | Schottland  |
|                              | Bulgarien     | Spanien  | Niederlande | Rumänien       | Deutschland |
|                              | Kroatien      | Italien  | Belgien     | BR Jugoslawien |             |
| 4 an Südamerika              | Argentinien   | Paraguay | Kolumbien   | Chile          |             |
| 3 an Nord- und Mittelamerika | Mexiko        | USA      | Jamaika     |                |             |
| 5 an Afrika                  | Nigeria       | Tunesien | Südafrika   | Kamerun        | Marokko     |
| 3½ an Asien                  | Saudi-Arabien | Südkorea | Japan       | Iran *         |             |
| ½ an Ozeanien                | *             |          |             |                |             |
| Titelverteidiger :           | Brasilien     |          |             | Gastgeber :    | Frankreich  |

 Iran * siegte im interkontinentalen Play-off gegen den Ozeaniensieger Australien. 
Nur Bahamas und Bermuda zogen sich zurück, so dass 162 Mannschaften Qualifikationsspiele bestritten – ein neuer Teilnahmerekord.

## Europäische Zone /UEFA
Die neun Gruppensieger und der beste Gruppenzweite sind direkt für die WM 1998 qualifiziert. Die übrigen acht Gruppenzweiten bestreiten vier Play-offs mit Hin- und Rückspielen. Die Sieger der Play-offs sind ebenfalls für die WM 1998 qualifiziert. Zur Ermittlung der besten Gruppenzweiten, werden nur die Spiele gegen den Gruppenersten, Gruppendritten und Gruppenvierten gewertet. Gastgeber Frankreich ist automatisch qualifiziert.

### Gruppe 1
| Pl. | Mannschaft              | Sp. | S | U | N | Tore    | Diff. | Punkte |
| --- | ----------------------- | --- | - | - | - | ------- | ----- | ------ |
| 1.  | Dänemark                | 8   | 5 | 2 | 1 | 014:600 | +8    | 17     |
| 2.  | Kroatien                | 8   | 4 | 3 | 1 | 017:120 | +5    | 15     |
| 3.  | Griechenland            | 8   | 4 | 2 | 2 | 011:400 | +7    | 14     |
| 4.  | Bosnien und Herzegowina | 8   | 3 | 0 | 5 | 009:140 | −5    | 09     |
| 4.  | Slowenien               | 8   | 0 | 1 | 7 | 005:200 | −15   | 01     |

| 24.04.96 | Griechenland | – | Slowenien    | 2:0 |
| 01.09.96 | Griechenland | – | Bosnien-H.   | 3:0 |
| 01.09.96 | Slowenien    | – | Dänemark     | 0:2 |
| 08.10.96 | Bosnien-H.   | – | Kroatien     | 1:4 |
| 09.10.96 | Dänemark     | – | Griechenland | 2:1 |
| 10.11.96 | Slowenien    | – | Bosnien-H.   | 1:2 |
| 10.11.96 | Kroatien     | – | Griechenland | 1:1 |
| 29.03.97 | Kroatien     | – | Dänemark     | 1:1 |
| 02.04.97 | Bosnien-H.   | – | Griechenland | 0:1 |
| 02.04.97 | Kroatien     | – | Slowenien    | 3:3 |

### Gruppe 2
| Pl. | Mannschaft | Sp. | S | U | N | Tore    | Diff. | Punkte |
| --- | ---------- | --- | - | - | - | ------- | ----- | ------ |
| 1.  | England    | 8   | 6 | 1 | 1 | 015:200 | +13   | 19     |
| 2.  | Italien    | 8   | 5 | 3 | 0 | 011:100 | +10   | 18     |
| 3.  | Polen      | 8   | 3 | 1 | 4 | 010:120 | −2    | 10     |
| 4.  | Georgien   | 8   | 3 | 1 | 4 | 007:900 | −2    | 10     |
| 5.  | Moldau     | 8   | 0 | 0 | 8 | 002:210 | −19   | 0      |

| 01.09.96 | Moldau   | – | England  | 0:3 |
| 05.10.96 | Moldau   | – | Italien  | 1:3 |
| 09.10.96 | Italien  | – | Georgien | 1:0 |
| 09.10.96 | England  | – | Polen    | 2:1 |
| 09.11.96 | Georgien | – | England  | 0:2 |
| 10.11.96 | Polen    | – | Moldau   | 2:1 |
| 12.02.97 | England  | – | Italien  | 0:1 |
| 29.03.97 | Italien  | – | Moldau   | 3:0 |
| 02.04.97 | Polen    | – | Italien  | 0:0 |
| 30.04.97 | England  | – | Georgien | 2:0 |

### Gruppe 3
| Pl. | Mannschaft    | Sp. | S | U | N | Tore    | Diff. | Punkte |
| --- | ------------- | --- | - | - | - | ------- | ----- | ------ |
| 1.  | Norwegen      | 8   | 6 | 2 | 0 | 021:200 | +19   | 20     |
| 2.  | Ungarn        | 8   | 3 | 3 | 2 | 010:800 | +2    | 12     |
| 3.  | Finnland      | 8   | 3 | 2 | 3 | 011:120 | −1    | 11     |
| 4.  | Schweiz       | 8   | 3 | 1 | 4 | 011:120 | −1    | 10     |
| 5.  | Aserbaidschan | 8   | 1 | 0 | 7 | 003:220 | −19   | 03     |

| 02.06.96 | Norwegen      | – | Aserbaidschan | 5:0 |
| 31.08.96 | Aserbaidschan | – | Schweiz       | 1:0 |
| 01.09.96 | Ungarn        | – | Finnland      | 1:0 |
| 06.10.96 | Finnland      | – | Schweiz       | 2:3 |
| 09.10.96 | Norwegen      | – | Ungarn        | 3:0 |
| 10.11.96 | Schweiz       | – | Norwegen      | 0:1 |
| 10.11.96 | Aserbaidschan | – | Ungarn        | 0:3 |
| 02.04.97 | Aserbaidschan | – | Finnland      | 1:2 |
| 30.04.97 | Norwegen      | – | Finnland      | 1:1 |
| 30.04.97 | Schweiz       | – | Ungarn        | 1:0 |

### Gruppe 4
| Pl. | Mannschaft | Sp. | S | U | N | Tore    | Diff. | Punkte |
| --- | ---------- | --- | - | - | - | ------- | ----- | ------ |
| 1.  | Österreich | 10  | 8 | 1 | 1 | 017:400 | +13   | 25     |
| 2.  | Schottland | 10  | 7 | 2 | 1 | 015:300 | +12   | 23     |
| 3.  | Schweden   | 10  | 7 | 0 | 3 | 016:900 | +7    | 21     |
| 4.  | Lettland   | 10  | 3 | 1 | 6 | 010:140 | −4    | 10     |
| 5.  | Estland    | 10  | 1 | 1 | 8 | 004:160 | −12   | 04     |
| 6.  | Belarus    | 10  | 1 | 1 | 8 | 005:210 | −16   | 04     |

| 01.06.96 | Schweden   | – | Belarus    | 5:1 |
| 31.08.96 | Belarus    | – | Estland    | 1:0 |
| 31.08.96 | Österreich | – | Schottland | 0:0 |
| 01.09.96 | Lettland   | – | Schweden   | 1:2 |
| 05.10.96 | Estland    | – | Belarus    | 1:0 |
| 05.10.96 | Lettland   | – | Schottland | 0:2 |
| 09.10.96 | Belarus    | – | Lettland   | 1:1 |
| 09.10.96 | Schweden   | – | Österreich | 0:1 |
| 09.11.96 | Österreich | – | Lettland   | 2:1 |
| 10.11.96 | Schottland | – | Schweden   | 1:0 |
| 11.02.97 | Estland    | – | Schottland | 0:0 |
| 29.03.97 | Schottland | – | Estland    | 2:0 |
| 02.04.97 | Schottland | – | Österreich | 2:0 |
| 30.04.97 | Lettland   | – | Belarus    | 2:0 |
| 30.04.97 | Schweden   | – | Schottland | 2:1 |

### Gruppe 5
| Pl. | Mannschaft | Sp. | S | U | N | Tore    | Diff. | Punkte |
| --- | ---------- | --- | - | - | - | ------- | ----- | ------ |
| 1.  | Bulgarien  | 8   | 6 | 0 | 2 | 018:900 | +9    | 18     |
| 2.  | Russland   | 8   | 5 | 2 | 1 | 019:500 | +14   | 17     |
| 3.  | Israel     | 8   | 4 | 1 | 3 | 009:700 | +2    | 13     |
| 4.  | Zypern     | 8   | 3 | 1 | 4 | 010:150 | −5    | 10     |
| 5.  | Luxemburg  | 8   | 0 | 0 | 8 | 002:220 | −20   | 0      |

| 01.09.96 | Israel    | – | Bulgarien | 2:1 |
| 01.09.96 | Russland  | – | Zypern    | 4:0 |
| 08.10.96 | Luxemburg | – | Bulgarien | 1:2 |
| 09.10.96 | Israel    | – | Russland  | 1:1 |
| 10.11.96 | Luxemburg | – | Russland  | 0:4 |
| 10.11.96 | Zypern    | – | Israel    | 2:0 |
| 14.12.96 | Zypern    | – | Bulgarien | 1:3 |
| 15.12.96 | Israel    | – | Luxemburg | 1:0 |
| 29.03.97 | Zypern    | – | Russland  | 1:1 |
| 31.03.97 | Luxemburg | – | Israel    | 0:3 |

### Gruppe 6
| Pl. | Mannschaft     | Sp. | S | U | N  | Tore    | Diff. | Punkte |
| --- | -------------- | --- | - | - | -- | ------- | ----- | ------ |
| 1.  | Spanien        | 10  | 8 | 2 | 0  | 026:600 | +20   | 26     |
| 2.  | BR Jugoslawien | 10  | 7 | 2 | 1  | 029:700 | +22   | 23     |
| 3.  | Tschechien     | 10  | 5 | 1 | 4  | 016:600 | +10   | 16     |
| 4.  | Slowakei       | 10  | 5 | 1 | 4  | 018:140 | +4    | 16     |
| 5.  | Färöer         | 10  | 2 | 0 | 8  | 010:310 | −21   | 06     |
| 6.  | Malta          | 10  | 0 | 0 | 10 | 002:370 | −35   | 0      |

| 24.04.96 | Jugoslawien | – | Färöer      | 3:1 |
| 02.06.96 | Jugoslawien | – | Malta       | 6:0 |
| 31.08.96 | Färöer      | – | Slowakei    | 1:2 |
| 04.09.96 | Färöer      | – | Spanien     | 2:6 |
| 18.09.96 | Tschechien  | – | Malta       | 6:0 |
| 22.09.96 | Slowakei    | – | Malta       | 6:0 |
| 06.10.96 | Färöer      | – | Jugoslawien | 1:8 |
| 09.10.96 | Tschechien  | – | Spanien     | 0:0 |
| 23.10.96 | Slowakei    | – | Färöer      | 3:0 |
| 10.11.96 | Jugoslawien | – | Tschechien  | 1:0 |
| 13.11.96 | Spanien     | – | Slowakei    | 4:1 |
| 14.12.96 | Spanien     | – | Jugoslawien | 2:0 |
| 18.12.96 | Malta       | – | Spanien     | 0:3 |
| 12.02.97 | Spanien     | – | Malta       | 4:0 |
| 31.03.97 | Malta       | – | Slowakei    | 0:2 |

### Gruppe 7
| Pl. | Mannschaft  | Sp. | S | U | N | Tore    | Diff. | Punkte |
| --- | ----------- | --- | - | - | - | ------- | ----- | ------ |
| 1.  | Niederlande | 8   | 6 | 1 | 1 | 026:400 | +22   | 19     |
| 2.  | Belgien     | 8   | 6 | 0 | 2 | 020:110 | +9    | 18     |
| 3.  | Türkei      | 8   | 4 | 2 | 2 | 021:900 | +12   | 14     |
| 4.  | Wales       | 8   | 2 | 1 | 5 | 020:210 | −1    | 07     |
| 5.  | San Marino  | 8   | 0 | 0 | 8 | 000:420 | −42   | 0      |

| 02.06.96 | San Marino  | – | Wales       | 0:5 |
| 31.08.96 | Wales       | – | San Marino  | 6:0 |
| 31.08.96 | Belgien     | – | Türkei      | 2:1 |
| 05.10.96 | Wales       | – | Niederlande | 1:3 |
| 09.10.96 | San Marino  | – | Belgien     | 0:3 |
| 09.11.96 | Niederlande | – | Wales       | 7:1 |
| 10.11.96 | Türkei      | – | San Marino  | 7:0 |
| 14.12.96 | Wales       | – | Türkei      | 0:0 |
| 14.12.96 | Belgien     | – | Niederlande | 0:3 |
| 29.03.97 | Wales       | – | Belgien     | 1:2 |

### Gruppe 8
| Pl. | Mannschaft    | Sp. | S | U | N  | Tore    | Diff. | Punkte |
| --- | ------------- | --- | - | - | -- | ------- | ----- | ------ |
| 1.  | Rumänien      | 10  | 9 | 1 | 0  | 037:400 | +33   | 28     |
| 2.  | Irland        | 10  | 5 | 3 | 2  | 022:800 | +14   | 18     |
| 3.  | Litauen       | 10  | 5 | 2 | 3  | 011:800 | +3    | 17     |
| 4.  | Mazedonien    | 10  | 4 | 1 | 5  | 022:180 | +4    | 13     |
| 5.  | Island        | 10  | 2 | 3 | 5  | 011:160 | −5    | 09     |
| 6.  | Liechtenstein | 10  | 0 | 0 | 10 | 003:520 | −49   | 0      |

| 24.04.96 | Mazedonien    | – | Liechtenstein | 3:0  |
| 01.06.96 | Island        | – | Mazedonien    | 1:1  |
| 31.08.96 | Liechtenstein | – | Irland        | 0:5  |
| 31.08.96 | Rumänien      | – | Litauen       | 3:0  |
| 05.10.96 | Litauen       | – | Island        | 2:0  |
| 09.10.96 | Litauen       | – | Liechtenstein | 2:1  |
| 09.10.96 | Island        | – | Rumänien      | 0:4  |
| 09.10.96 | Irland        | – | Mazedonien    | 3:0  |
| 09.11.96 | Liechtenstein | – | Mazedonien    | 1:11 |
| 10.11.96 | Irland        | – | Island        | 0:0  |
| 14.12.96 | Mazedonien    | – | Rumänien      | 0:3  |
| 29.03.97 | Rumänien      | – | Liechtenstein | 8:0  |
| 02.04.97 | Mazedonien    | – | Irland        | 3:2  |
| 02.04.97 | Litauen       | – | Rumänien      | 0:1  |
| 30.04.97 | Liechtenstein | – | Litauen       | 0:2  |

### Gruppe 9
| Pl. | Mannschaft  | Sp. | S | U | N | Tore    | Diff. | Punkte |
| --- | ----------- | --- | - | - | - | ------- | ----- | ------ |
| 1.  | Deutschland | 10  | 6 | 4 | 0 | 023:900 | +14   | 22     |
| 2.  | Ukraine     | 10  | 6 | 2 | 2 | 010:600 | +4    | 20     |
| 3.  | Portugal    | 10  | 5 | 4 | 1 | 012:400 | +8    | 19     |
| 4.  | Armenien    | 10  | 1 | 5 | 4 | 008:170 | −9    | 08     |
| 5.  | Nordirland  | 10  | 1 | 4 | 5 | 006:100 | −4    | 07     |
| 6.  | Albanien    | 10  | 1 | 1 | 8 | 007:200 | −13   | 04     |

| 31.08.96 |   | Nordirland  | – | Ukraine     | 0:1 |
| 31.08.96 |   | Armenien    | – | Portugal    | 0:0 |
| 05.10.96 |   | Nordirland  | – | Armenien    | 1:1 |
| 05.10.96 |   | Ukraine     | – | Portugal    | 2:1 |
| 09.10.96 |   | Armenien    | – | Deutschland | 1:5 |
| 09.10.96 |   | Albanien    | – | Portugal    | 0:3 |
| 09.11.96 |   | Albanien    | – | Armenien    | 1:1 |
| 09.11.96 |   | Deutschland | – | Nordirland  | 1:1 |
| 09.11.96 |   | Portugal    | – | Ukraine     | 1:0 |
| 14.12.96 |   | Nordirland  | – | Albanien    | 2:0 |
| 14.12.96 |   | Portugal    | – | Deutschland | 0:0 |
| 29.03.97 |   | Nordirland  | – | Portugal    | 0:0 |
| 29.03.97 | * | Albanien    | – | Ukraine     | 0:1 |
| 02.04.97 |   | Ukraine     | – | Nordirland  | 2:1 |
| 02.04.97 | * | Albanien    | – | Deutschland | 2:3 |

### Relegationsspiele
| Pl. | Mannschaft     | Sp. | S | U | N | Tore    | Diff. | Punkte | Gruppe |
| --- | -------------- | --- | - | - | - | ------- | ----- | ------ | ------ |
| 1.  | Schottland     | 6   | 4 | 1 | 1 | 008:200 | +6    | 13     | 4      |
| 2.  | Italien        | 6   | 3 | 3 | 0 | 005:000 | +5    | 12     | 2      |
| 3.  | Belgien        | 6   | 4 | 0 | 2 | 011:110 | ±0    | 12     | 7      |
| 4.  | Russland       | 6   | 3 | 2 | 1 | 012:500 | +7    | 11     | 5      |
| 5.  | Kroatien       | 6   | 3 | 2 | 1 | 011:800 | +3    | 11     | 1      |
| 6.  | BR Jugoslawien | 6   | 3 | 2 | 1 | 007:500 | +2    | 11     | 6      |
| 7.  | Irland         | 6   | 2 | 2 | 2 | 008:600 | +2    | 08     | 8      |
| 8.  | Ukraine        | 6   | 2 | 2 | 2 | 005:500 | ±0    | 08     | 9      |
| 9.  | Ungarn         | 6   | 1 | 3 | 2 | 004:700 | −3    | 06     | 3      |

| Datum      |          | Ergebnis |          |
| ---------- | -------- | -------- | -------- |
| 29.10.1997 | Kroatien | 2:0      | Ukraine  |
| 15.11.1997 | Ukraine  | 1:1      | Kroatien |
| Gesamt:    | Kroatien | 3:1      | Ukraine  |

| Datum      |          | Ergebnis |          |
| ---------- | -------- | -------- | -------- |
| 29.10.1997 | Russland | 1:1      | Italien  |
| 15.11.1997 | Italien  | 1:0      | Russland |
| Gesamt:    | Russland | 1:2      | Italien  |

| Datum      |         | Ergebnis |         |
| ---------- | ------- | -------- | ------- |
| 29.10.1997 | Irland  | 1:1      | Belgien |
| 15.11.1997 | Belgien | 2:1      | Irland  |
| Gesamt:    | Irland  | 2:3      | Belgien |

| Datum      |             | Ergebnis |             |
| ---------- | ----------- | -------- | ----------- |
| 29.10.1997 | Ungarn      | 1:7      | Jugoslawien |
| 15.11.1997 | Jugoslawien | 5:0      | Ungarn      |
| Gesamt:    | Ungarn      | 11:12    | Jugoslawien |

## Südamerikanische Zone/CONMEBOL
| Neun Mannschaften spielen in einer Gruppe mit Hin- und Rückspielen. Die vier bestplatzierten Mannschaften qualifizieren sich für die WM 1998 in Frankreich. Hinzu kommt Titelverteidiger Brasilien als fünfter WM-Endrundenteilnehmer. | \| Pl. \| Mannschaft \| Sp. \| S \| U \| N \| Tore \| Diff. \| Punkte \| \| --- \| ----------- \| --- \| - \| - \| -- \| ------- \| ----- \| ------ \| \| 1. \| Argentinien \| 16 \| 8 \| 6 \| 2 \| 023:130 \| +10 \| 30 \| \| 2. \| Paraguay \| 16 \| 9 \| 2 \| 5 \| 021:140 \| +7 \| 29 \| \| 3. \| Kolumbien \| 16 \| 8 \| 4 \| 4 \| 023:150 \| +8 \| 28 \| \| 4. \| Chile \| 16 \| 7 \| 4 \| 5 \| 032:180 \| +14 \| 25 \| \| 5. \| Peru \| 16 \| 7 \| 4 \| 5 \| 019:200 \| −1 \| 25 \| \| 6. \| Ecuador \| 16 \| 6 \| 3 \| 7 \| 022:210 \| +1 \| 21 \| \| 7. \| Uruguay \| 16 \| 6 \| 3 \| 7 \| 018:210 \| −3 \| 21 \| \| 8. \| Bolivien \| 16 \| 4 \| 5 \| 7 \| 018:210 \| −3 \| 17 \| \| 9. \| Venezuela \| 16 \| 0 \| 3 \| 13 \| 008:410 \| −33 \| 03 \| |     |   |   |    |         |       |        |
| Pl. | Mannschaft | Sp. | S | U | N  | Tore    | Diff. | Punkte |
| 1. | Argentinien | 16  | 8 | 6 | 2  | 023:130 | +10   | 30     |
| 2. | Paraguay | 16  | 9 | 2 | 5  | 021:140 | +7    | 29     |
| 3. | Kolumbien | 16  | 8 | 4 | 4  | 023:150 | +8    | 28     |
| 4. | Chile | 16  | 7 | 4 | 5  | 032:180 | +14   | 25     |
| 5. | Peru | 16  | 7 | 4 | 5  | 019:200 | −1    | 25     |
| 6. | Ecuador | 16  | 6 | 3 | 7  | 022:210 | +1    | 21     |
| 7. | Uruguay | 16  | 6 | 3 | 7  | 018:210 | −3    | 21     |
| 8. | Bolivien | 16  | 4 | 5 | 7  | 018:210 | −3    | 17     |
| 9. | Venezuela | 16  | 0 | 3 | 13 | 008:410 | −33   | 03     |

| 24.04.96          | Argentinien - Bolivien Venezuela - Uruguay Kolumbien - Paraguay Ecuador - Peru  | 3:1 0:2 1:0 4:1 | 15.12.96          | Argentinien - Chile Uruguay - Peru Venezuela - Kolumbien Bolivien - Paraguay   | 1:1 2:0 0:2 0:0 | 05.07.97 06.07.97 | Chile - Kolumbien Paraguay - Argentinien Peru - Bolivien Venezuela - Ecuador    | 4:1 1:2 2:1 1:1 |
| 02.06.96          | Ecuador - Argentinien Uruguay - Paraguay Venezuela - Chile Peru - Kolumbien     | 2:0 0:2 1:1 1:1 | 12.01.97          | Venezuela - Paraguay Bolivien - Ecuador Peru - Chile Uruguay - Argentinien     | 0:2 2:0 2:1 0:0 | 20.07.97          | Argentinien - Venezuela Bolivien - Uruguay Kolumbien - Ecuador Chile - Paraguay | 2:0 1:0 2:1     |
| 07.07.96          | Chile - Ecuador Peru - Argentinien Kolumbien - Uruguay Bolivien - Venezuela     | 4:1 0:0 3:1 6:1 | 12.02.97          | Kolumbien - Argentinien Ecuador - Uruguay Paraguay - Peru Bolivien - Chile     | 0:1 4:0 2:1 1:1 | 20.08.97          | Uruguay - Chile Kolumbien - Bolivien Ecuador - Paraguay Venezuela - Peru        | 1:0 3:0 2:1 0:3 |
| 01.09.96          | Argentinien - Paraguay Bolivien - Peru Kolumbien - Chile Ecuador - Venezuela    | 1:1 0:0 4:1 1:0 | 02.04.97          | Bolivien - Argentinien Uruguay - Venezuela Paraguay - Kolumbien Peru - Ecuador | 2:1 3:1 2:1 1:1 | 10.09.97          | Chile - Argentinien Peru - Uruguay Kolumbien - Venezuela Paraguay - Bolivien    | 1:2 2:1 1:0 2:1 |
| 08.10.96 09.10.96 | Uruguay - Bolivien Venezuela - Argentinien Ecuador - Kolumbien Paraguay - Chile | 1:0 2:5 0:1 2:1 | 29.04.97 30.04.97 | Chile - Venezuela Argentinien - Ecuador Paraguay - Uruguay Kolumbien - Peru    | 6:0 2:1 3:1 0:1 | 12.10.97          | Argentinien - Uruguay Chile - Peru Paraguay - Venezuela Ecuador - Bolivien      | 0:0 4:0 1:0 1:0 |
| 10.11.96          | Bolivien - Kolumbien Paraguay - Ecuador Peru - Venezuela Chile - Uruguay        | 2:2 1:0 4:1 1:0 | 08.06.97          | Argentinien - Peru Ecuador - Chile Uruguay - Kolumbien Venezuela - Bolivien    | 2:0 1:1 1:1     | 16.11.97          | Argentinien - Kolumbien Chile - Bolivien Peru - Paraguay Uruguay - Ecuador      | 1:1 3:0 1:0 5:3 |

## Nord-, Zentralamerikanische und Karibische Zone/CONCACAF
Alle drei Mannschaften der Nordzone (Mexiko, USA, Kanada) wurden für die CONCACAF-Halbfinalrunde gesetzt. Ebenso wurden Costa Rica, El Salvador und Honduras aus der Zentralzone für die CONCACAF-Halbfinalrunde gesetzt. Alle 20 Mannschaften der Karibikzone ermittelten im KO-System vier weitere Teilnehmer für die CONCACAF-Halbfinalrunde. Vier weitere Mannschaften aus der Zentralzone ermittelten in Play-offs zwei weitere Teilnehmer für die CONCACAF-Halbfinalrunde. Die 12 Teilnehmer des CONCACAF-Halbfinales ermittelten in drei Vierergruppen die sechs Teilnehmer der CONCACAF-Finalrunde. Die drei Gruppenersten der CONCACAF-Finalrunde qualifizierten sich für die WM 1998 in Frankreich.

### Vorrunden
Karibik 1

Vorrunde
| Datum      |         | Ergebnis |         |
| ---------- | ------- | -------- | ------- |
| 29.03.1996 | Guyana  | 1:2      | Grenada |
| 07.04.1996 | Grenada | 6:0      | Guyana  |
| Gesamt:    | Guyana  | 1:8      | Grenada |

Halbfinale
| Datum      |              | Ergebnis |              | Ort                  |
| ---------- | ------------ | -------- | ------------ | -------------------- |
| 12.05.1996 | Kaimaninseln | 0:1      | Kuba         |                      |
| 14.05.1996 | Kuba         | 5:0      | Kaimaninseln | auf den Kaimaninseln |
| Gesamt:    | Kaimaninseln | 0:6      | Kuba         |                      |

| Datum      |         | Ergebnis |         |
| ---------- | ------- | -------- | ------- |
| 12.05.1996 | Haiti   | 6:1      | Grenada |
| 18.05.1996 | Grenada | 0:1      | Haiti   |
| Gesamt:    | Haiti   | 7:1      | Grenada |

Finale
| Datum      |       | Ergebnis |       | Ort         |
| ---------- | ----- | -------- | ----- | ----------- |
| 10.06.1996 | Kuba  | 6:1      | Haiti | in Trinidad |
| 30.06.1996 | Haiti | 1:1      | Kuba  |             |
| Gesamt:    | Kuba  | 7:2      | Haiti |             |

Karibik 2

Vorrunde
| Datum      |                         | Ergebnis |                         |
| ---------- | ----------------------- | -------- | ----------------------- |
| 24.03.1996 | Dominikanische Republik | 3:2      | Aruba                   |
| 31.03.1996 | Aruba                   | 1:3      | Dominikanische Republik |
| Gesamt:    | Dominikanische Republik | 6:3      | Aruba                   |

Halbfinale
| Datum      |                          | Ergebnis |                          |
| ---------- | ------------------------ | -------- | ------------------------ |
| 04.05.1996 | Dominikanische Republik  | 2:1      | Niederländische Antillen |
| 11.05.1996 | Niederländische Antillen | 0:0      | Dominikanische Republik  |
| Gesamt:    | Dominikanische Republik  | 2:1      | Niederländische Antillen |

|                     | Ergebnis |                       |
| ------------------- | -------- | --------------------- |
| Trinidad und Tobago |          | Bermuda zurückgezogen |

Finale
| Datum      |                         | Ergebnis |                         |
| ---------- | ----------------------- | -------- | ----------------------- |
| 15.06.1996 | Dominikanische Republik | 1:4      | Trinidad und Tobago     |
| 23.06.1996 | Trinidad und Tobago     | 8:0      | Dominikanische Republik |
| Gesamt:    | Dominikanische Republik | 01:12    | Trinidad und Tobago     |

Karibik 3

Vorrunde
|                     | Ergebnis |                       |
| ------------------- | -------- | --------------------- |
| St. Kitts und Nevis |          | Bahamas zurückgezogen |

Halbfinale
| Datum      |                     | Ergebnis |                     |
| ---------- | ------------------- | -------- | ------------------- |
| 05.05.1996 | St. Kitts und Nevis | 5:1      | Santa Lucia         |
| 19.05.1996 | Santa Lucia         | 0:1      | St. Kitts und Nevis |
| Gesamt:    | St. Kitts und Nevis | 6:1      | Santa Lucia         |

| Datum      |             | Ergebnis |             |
| ---------- | ----------- | -------- | ----------- |
| 31.03.1996 | Puerto Rico | 1:2      | St. Vincent |
| 21.04.1996 | St. Vincent | 7:0      | Puerto Rico |
| Gesamt:    | Puerto Rico | 1:9      | St. Vincent |

Finale
| Datum      |                     | Ergebnis  |                     |
| ---------- | ------------------- | --------- | ------------------- |
| 23.06.1996 | St. Kitts und Nevis | 2:2       | St. Vincent         |
| 30.06.1996 | St. Vincent         | 0:0       | St. Kitts und Nevis |
| Gesamt:    | St. Kitts und Nevis | (a)2:2(a) | St. Vincent         |

Karibik 4

Vorrunde
| Datum      |                     | Ergebnis |                     |
| ---------- | ------------------- | -------- | ------------------- |
| 10.03.1996 | Dominica            | 3:3      | Antigua und Barbuda |
| 31.03.1996 | Antigua und Barbuda | 1:3      | Dominica            |
| Gesamt:    | Dominica            | 6:4      | Antigua und Barbuda |

Halbfinale
| Datum      |          | Ergebnis |          |
| ---------- | -------- | -------- | -------- |
| 14.05.1996 | Dominica | 0:1      | Barbados |
| 19.05.1996 | Barbados | 1:0      | Dominica |
| Gesamt:    | Dominica | 0:2      | Barbados |

| Datum      |          | Ergebnis |          |
| ---------- | -------- | -------- | -------- |
| 31.03.1996 | Suriname | 0:1      | Jamaika  |
| 21.04.1996 | Jamaika  | 1:0      | Suriname |
| Gesamt:    | Suriname | 0:2      | Jamaika  |

Finale
| Datum      |          | Ergebnis |          |
| ---------- | -------- | -------- | -------- |
| 23.06.1996 | Barbados | 0:1      | Jamaika  |
| 30.06.1996 | Jamaika  | 2:0      | Barbados |
| Gesamt:    | Barbados | 0:3      | Jamaika  |

Zentralzone
| Datum      |           | Ergebnis |           |
| ---------- | --------- | -------- | --------- |
| 05.05.1996 | Nicaragua | 0:1      | Guatemala |
| 10.05.1996 | Guatemala | 2:1      | Nicaragua |
| Gesamt:    | Nicaragua | 1:3      | Guatemala |

| Datum      |        | Ergebnis |        |
| ---------- | ------ | -------- | ------ |
| 02.06.1996 | Belize | 1:2      | Panama |
| 09.06.1996 | Panama | 4:1      | Belize |
| Gesamt:    | Belize | 2:6      | Panama |

### Halbfinalrunde
Gruppe 1
| Pl. | Mannschaft          | Sp. | S | U | N | Tore    | Diff. | Punkte |
| --- | ------------------- | --- | - | - | - | ------- | ----- | ------ |
| 1.  | USA                 | 6   | 4 | 1 | 1 | 010:500 | +5    | 13     |
| 2.  | Costa Rica          | 6   | 4 | 0 | 2 | 009:500 | +4    | 12     |
| 3.  | Guatemala           | 6   | 2 | 2 | 2 | 006:900 | −3    | 08     |
| 4.  | Trinidad und Tobago | 6   | 0 | 1 | 5 | 003:900 | −6    | 01     |

| 01.09.96 | Trinidad und Tobago | – | Costa Rica          | 0:1 |
| 06.10.96 | Trinidad und Tobago | – | Guatemala           | 1:1 |
| 03.11.96 | USA                 | – | Guatemala           | 2:0 |
| 10.11.96 | USA                 | – | Trinidad und Tobago | 2:0 |
| 17.11.96 | Costa Rica          | – | Guatemala           | 3:0 |
| 24.11.96 | Guatemala           | – | Costa Rica          | 1:0 |

Guatemala trug seine Heimspiele auf neutralen Plätzen aus
Gruppe 2
| Pl. | Mannschaft  | Sp. | S | U | N | Tore    | Diff. | Punkte |
| --- | ----------- | --- | - | - | - | ------- | ----- | ------ |
| 1.  | Kanada      | 6   | 5 | 1 | 0 | 010:100 | +9    | 16     |
| 2.  | El Salvador | 6   | 3 | 1 | 2 | 012:600 | +6    | 10     |
| 3.  | Panama      | 6   | 1 | 2 | 3 | 008:110 | −3    | 05     |
| 4.  | Kuba        | 6   | 1 | 0 | 5 | 004:160 | −12   | 03     |

| 30.08.96 | Kanada | – | Panama      | 3:1 |
| 08.09.96 | Kuba   | – | El Salvador | 0:5 |
| 22.09.96 | Kuba   | – | Panama      | 3:1 |
| 06.10.96 | Panama | – | El Salvador | 1:1 |
| 10.10.96 | Kanada | – | Kuba        | 2:0 |
| 13.10.96 | Kuba   | – | Kanada      | 0:2 |

Kuba trug alle Heimspiele im Land des Gegners aus
Gruppe 3
| Pl. | Mannschaft                     | Sp. | S | U | N | Tore    | Diff. | Punkte |
| --- | ------------------------------ | --- | - | - | - | ------- | ----- | ------ |
| 1.  | Jamaika                        | 6   | 4 | 1 | 1 | 012:300 | +9    | 13     |
| 2.  | Mexiko                         | 6   | 4 | 0 | 2 | 014:600 | +8    | 12     |
| 3.  | Honduras                       | 6   | 3 | 1 | 2 | 018:110 | +7    | 10     |
| 4.  | St. Vincent und die Grenadinen | 6   | 0 | 0 | 6 | 006:300 | −24   | 0      |

| 15.09.96 | Jamaika     | – | Honduras | 3:0 |
| 15.09.96 | St. Vincent | – | Mexiko   | 0:3 |
| 21.09.96 | Honduras    | – | Mexiko   | 2:1 |
| 23.09.96 | St. Vincent | – | Jamaika  | 1:2 |
| 13.10.96 | St. Vincent | – | Honduras | 1:4 |
| 16.10.96 | Mexiko      | – | Jamaika  | 2:1 |

### Finalrunde
| Pl. | Mannschaft  | Sp. | S | U | N | Tore    | Diff. | Punkte |
| --- | ----------- | --- | - | - | - | ------- | ----- | ------ |
| 1.  | Mexiko      | 10  | 4 | 6 | 0 | 023:700 | +16   | 18     |
| 2.  | USA         | 10  | 4 | 5 | 1 | 017:900 | +8    | 17     |
| 3.  | Jamaika     | 10  | 3 | 5 | 2 | 007:120 | −5    | 14     |
| 4.  | Costa Rica  | 10  | 3 | 3 | 4 | 013:120 | +1    | 12     |
| 5.  | El Salvador | 10  | 2 | 4 | 4 | 011:160 | −5    | 10     |
| 6.  | Kanada      | 10  | 1 | 3 | 6 | 005:200 | −15   | 06     |

| 02.03.97 | Mexiko      | – | Kanada      | 4:0 |
| 02.03.97 | Jamaika     | – | USA         | 0:0 |
| 16.03.97 | USA         | – | Kanada      | 3:0 |
| 16.03.97 | Costa Rica  | – | Mexiko      | 0:0 |
| 23.03.97 | Costa Rica  | – | USA         | 3:2 |
| 06.04.97 | Kanada      | – | El Salvador | 0:0 |
| 13.04.97 | Mexiko      | – | Jamaika     | 6:0 |
| 20.04.97 | USA         | – | Mexiko      | 2:2 |
| 27.04.97 | Kanada      | – | Jamaika     | 0:0 |
| 04.05.97 | El Salvador | – | Costa Rica  | 2:1 |
| 11.05.97 | Costa Rica  | – | Jamaika     | 3:1 |
| 18.05.97 | Jamaika     | – | El Salvador | 1:0 |
| 01.06.97 | Kanada      | – | Costa Rica  | 1:0 |
| 08.06.97 | El Salvador | – | Mexiko      | 0:1 |
| 29.06.97 | El Salvador | – | USA         | 1:1 |

## Asiatische Zone/AFC
In der ersten Runde der Asien-Zone spielten 36 Mannschaften in vier Dreiergruppen und sechs Viergruppen um den Gruppensieg. Die zehn Gruppensieger erreichten die Zweite Runde der Asien-Zone. Diese wurde in zwei Fünfergruppen ausgetragen, dessen beiden Gruppensieger sich direkt für die WM 1998 qualifizierten. Die beiden Gruppenzweiten mussten auf neutralen Platz ein Entscheidungsspiel bestreiten, dessen Sieger sich ebenfalls für die WM 1998 qualifizierte. Der Unterlegene musste in die interkontinentale Relegation gegen den Ozeanien-Sieger. Der Sieger dieser Relegation qualifizierte sich ebenfalls für die WM 1998 in Frankreich.

### Erste Runde
Gruppe 1
| Pl. | Mannschaft    | Sp. | S | U | N | Tore    | Diff. | Punkte |
| --- | ------------- | --- | - | - | - | ------- | ----- | ------ |
| 1.  | Saudi-Arabien | 6   | 5 | 1 | 0 | 018:100 | +17   | 16     |
| 2.  | Malaysia      | 6   | 3 | 2 | 1 | 005:300 | +2    | 11     |
| 3.  | Taiwan        | 6   | 1 | 1 | 4 | 004:130 | −9    | 04     |
| 4.  | Bangladesch   | 6   | 1 | 0 | 5 | 004:140 | −10   | 03     |

| Turnier in Malaysia |             |   |               |     |
| 16.03.97            | Taiwan      | – | Saudi-Arabien | 0:2 |
| 16.03.97            | Malaysia    | – | Bangladesch   | 2:0 |
| 18.03.97            | Bangladesch | – | Taiwan        | 1:3 |
| 18.03.97            | Malaysia    | – | Saudi-Arabien | 0:0 |
| 20.03.97            | Bangladesch | – | Saudi-Arabien | 1:4 |
| 20.03.97            | Malaysia    | – | Taiwan        | 2:0 |

Gruppe 2
| Pl. | Mannschaft  | Sp. | S | U | N | Tore    | Diff. | Punkte |
| --- | ----------- | --- | - | - | - | ------- | ----- | ------ |
| 1.  | Iran        | 6   | 5 | 1 | 0 | 039:300 | +36   | 16     |
| 2.  | Syrien      | 6   | 3 | 1 | 2 | 030:500 | +25   | 10     |
| 3.  | Kirgisistan | 6   | 3 | 0 | 3 | 012:140 | −2    | 09     |
| 4.  | Malediven   | 6   | 0 | 0 | 6 | 000:590 | −59   | 0      |

| Turnier in Syrien |             |   |             |        |
| 02.06.97          | Malediven   | – | Iran        | 00:17  |
| 02.06.97          | Syrien      | – | Kirgisistan | 13:0 1 |
| 04.06.97          | Syrien      | – | Malediven   | 12:0   |
| 04.06.97          | Kirgisistan | – | Iran        | 00:7   |
| 06.06.97          | Syrien      | – | Iran        | 00:1   |
| 06.06.97          | Kirgisistan | – | Malediven   | 03:0   |

Gruppe 3
| Pl. | Mannschaft         | Sp. | S | U | N | Tore    | Diff. | Punkte |
| --- | ------------------ | --- | - | - | - | ------- | ----- | ------ |
| 1.  | Ver. Arab. Emirate | 4   | 3 | 1 | 0 | 007:100 | +6    | 10     |
| 2.  | Jordanien          | 4   | 1 | 1 | 2 | 004:400 | ±0    | 04     |
| 3.  | Bahrain            | 4   | 1 | 0 | 3 | 003:900 | −6    | 03     |

| Turnier in Bahrain |           |   |            |     |
| 08.04.97           | Jordanien | – | VA Emirate | 0:0 |
| 11.04.97           | Bahrain   | – | VA Emirate | 1:2 |
| 14.11.97           | Bahrain   | – | Jordanien  | 1:0 |

Gruppe 4
| Pl. | Mannschaft | Sp. | S | U | N | Tore    | Diff. | Punkte |
| --- | ---------- | --- | - | - | - | ------- | ----- | ------ |
| 1.  | Japan      | 6   | 5 | 1 | 0 | 031:100 | +30   | 16     |
| 2.  | Oman       | 6   | 4 | 1 | 1 | 014:200 | +12   | 13     |
| 3.  | Macau      | 6   | 1 | 1 | 4 | 003:280 | −25   | 04     |
| 4.  | Nepal      | 6   | 0 | 1 | 5 | 002:190 | −17   | 01     |

| Turnier in Oman |       |   |       |      |
| 23.03.97        | Nepal | – | Macau | 1:1  |
| 23.03.97        | Oman  | – | Japan | 0:1  |
| 25.03.97        | Macau | – | Japan | 0:10 |
| 25.03.97        | Oman  | – | Nepal | 1:0  |
| 27.03.97        | Nepal | – | Japan | 0:6  |
| 27.03.97        | Oman  | – | Macau | 4:0  |

Gruppe 5
| Pl. | Mannschaft | Sp. | S | U | N | Tore    | Diff. | Punkte |
| --- | ---------- | --- | - | - | - | ------- | ----- | ------ |
| 1.  | Usbekistan | 6   | 5 | 1 | 0 | 020:300 | +17   | 16     |
| 2.  | Jemen      | 6   | 2 | 2 | 2 | 010:700 | +3    | 08     |
| 3.  | Indonesien | 6   | 1 | 4 | 1 | 011:600 | +5    | 07     |
| 4.  | Kambodscha | 6   | 0 | 1 | 5 | 002:270 | −25   | 01     |

| 06.04.97 | Indonesien | – | Kambodscha | 8:0 |
| 13.04.97 | Indonesien | – | Jemen      | 0:0 |
| 20.04.97 | Kambodscha | – | Jemen      | 0:1 |
| 27.04.97 | Kambodscha | – | Indonesien | 1:1 |
| 09.05.97 | Jemen      | – | Usbekistan | 0:1 |
| 16.05.97 | Jemen      | – | Kambodscha | 7:0 |

Gruppe 6
| Pl. | Mannschaft | Sp. | S | U | N | Tore    | Diff. | Punkte |
| --- | ---------- | --- | - | - | - | ------- | ----- | ------ |
| 1.  | Südkorea   | 4   | 3 | 1 | 0 | 009:100 | +8    | 10     |
| 2.  | Thailand   | 4   | 1 | 1 | 2 | 005:600 | −1    | 04     |
| 3.  | Hongkong   | 4   | 1 | 0 | 3 | 003:100 | −7    | 03     |

| 22.02.97 | Hongkong | – | Südkorea | 0:2 |
| 02.03.97 | Thailand | – | Südkorea | 1:3 |
| 09.03.97 | Thailand | – | Hongkong | 2:0 |

Gruppe 7
| Pl. | Mannschaft | Sp. | S | U | N | Tore    | Diff. | Punkte |
| --- | ---------- | --- | - | - | - | ------- | ----- | ------ |
| 1.  | Kuwait     | 4   | 4 | 0 | 0 | 010:100 | +9    | 12     |
| 2.  | Libanon    | 4   | 1 | 1 | 2 | 004:700 | −3    | 04     |
| 3.  | Singapur   | 4   | 0 | 1 | 3 | 002:800 | −6    | 01     |

| 13.04.97 | Libanon  | – | Singapur | 1:1 |
| 26.04.97 | Singapur | – | Kuwait   | 0:1 |
| 08.05.97 | Kuwait   | – | Libanon  | 2:0 |

Gruppe 8
| Pl. | Mannschaft          | Sp. | S | U | N | Tore    | Diff. | Punkte |
| --- | ------------------- | --- | - | - | - | ------- | ----- | ------ |
| 1.  | Volksrepublik China | 6   | 5 | 1 | 0 | 013:200 | +11   | 16     |
| 2.  | Tadschikistan       | 6   | 4 | 1 | 1 | 015:200 | +13   | 13     |
| 3.  | Turkmenistan        | 6   | 2 | 0 | 4 | 008:130 | −5    | 06     |
| 4.  | Vietnam             | 6   | 0 | 0 | 6 | 002:210 | −19   | 0      |

| 04.05.97 | Tadschikistan | – | Vietnam       | 4:0 |
| 04.05.97 | Turkmenistan  | – | China         | 1:4 |
| 11.05.97 | Tadschikistan | – | China         | 0:1 |
| 11.05.97 | Turkmenistan  | – | Vietnam       | 2:1 |
| 25.05.97 | Vietnam       | – | China         | 1:3 |
| 25.05.97 | Turkmenistan  | – | Tadschikistan | 1:2 |

Gruppe 9
| Pl. | Mannschaft | Sp. | S | U | N | Tore    | Diff. | Punkte |
| --- | ---------- | --- | - | - | - | ------- | ----- | ------ |
| 1.  | Kasachstan | 4   | 4 | 0 | 0 | 015:200 | +13   | 12     |
| 2.  | Irak       | 4   | 2 | 0 | 2 | 014:800 | +6    | 06     |
| 3.  | Pakistan   | 4   | 0 | 0 | 4 | 003:220 | −19   | 0      |

| 11.05.97 | Kasachstan | – | Pakistan   | 3:0 |
| 23.05.97 | Pakistan   | – | Irak       | 2:6 |
| 06.06.97 | Irak       | – | Kasachstan | 1:2 |

Gruppe 10
| Pl. | Mannschaft  | Sp. | S | U | N | Tore    | Diff. | Punkte |
| --- | ----------- | --- | - | - | - | ------- | ----- | ------ |
| 1.  | Katar       | 3   | 3 | 0 | 0 | 014:000 | +14   | 09     |
| 2.  | Sri Lanka   | 3   | 1 | 1 | 1 | 004:400 | ±0    | 04     |
| 3.  | Indien      | 3   | 1 | 1 | 1 | 003:700 | −4    | 04     |
| 4.  | Philippinen | 3   | 0 | 0 | 3 | 000:100 | −10   | 0      |

| Turnier in Katar |        |   |             |     |
| 20.09.96         | Katar  | – | Sri Lanka   | 3:0 |
| 21.09.96         | Indien | – | Philippinen | 2:0 |
| 23.09.96         | Katar  | – | Philippinen | 5:0 |

### Zweite Runde
Gruppe A
| Pl. | Mannschaft          | Sp. | S | U | N | Tore    | Diff. | Punkte |
| --- | ------------------- | --- | - | - | - | ------- | ----- | ------ |
| 1.  | Saudi-Arabien       | 8   | 4 | 2 | 2 | 008:600 | +2    | 14     |
| 2.  | Iran                | 8   | 3 | 3 | 2 | 013:800 | +5    | 12     |
| 3.  | Volksrepublik China | 8   | 3 | 2 | 3 | 011:140 | −3    | 11     |
| 4.  | Katar               | 8   | 3 | 1 | 4 | 007:100 | −3    | 10     |
| 5.  | Kuwait              | 8   | 2 | 2 | 4 | 007:800 | −1    | 08     |

| 13.09.97 | China         | – | Iran          | 2:4 |
| 14.09.97 | Saudi-Arabien | – | Kuwait        | 2:1 |
| 19.09.97 | Iran          | – | Saudi-Arabien | 1:1 |
| 19.09.97 | Katar         | – | Kuwait        | 0:2 |
| 26.09.97 | Kuwait        | – | Iran          | 1:1 |
| 26.09.97 | Katar         | – | China         | 1:1 |
| 03.10.97 | China         | – | Saudi-Arabien | 1:0 |
| 03.10.97 | Iran          | – | Katar         | 3:0 |
| 10.10.97 | Kuwait        | – | China         | 1:2 |
| 11.10.97 | Saudi-Arabien | – | Katar         | 1:0 |

Gruppe B
| Pl. | Mannschaft         | Sp. | S | U | N | Tore    | Diff. | Punkte |
| --- | ------------------ | --- | - | - | - | ------- | ----- | ------ |
| 1.  | Südkorea           | 8   | 6 | 1 | 1 | 019:700 | +12   | 19     |
| 2.  | Japan              | 8   | 3 | 4 | 1 | 017:900 | +8    | 13     |
| 3.  | Ver. Arab. Emirate | 8   | 2 | 3 | 3 | 009:120 | −3    | 09     |
| 4.  | Usbekistan         | 8   | 1 | 3 | 4 | 013:180 | −5    | 06     |
| 5.  | Kasachstan         | 8   | 1 | 3 | 4 | 007:190 | −12   | 06     |

| 06.09.97 | Südkorea   | – | Kasachstan | 3:0 |
| 07.09.97 | Japan      | – | Usbekistan | 6:3 |
| 12.09.97 | VA Emirate | – | Kasachstan | 4:0 |
| 13.09.97 | Südkorea   | – | Usbekistan | 2:1 |
| 19.09.97 | VA Emirate | – | Japan      | 0:0 |
| 20.09.97 | Kasachstan | – | Usbekistan | 1:1 |
| 27.09.97 | Usbekistan | – | VA Emirate | 2:3 |
| 28.09.97 | Japan      | – | Südkorea   | 1:2 |
| 04.10.97 | Kasachstan | – | Japan      | 1:1 |
| 04.10.97 | Südkorea   | – | VA Emirate | 3:0 |

Relegationsspiel
| Datum      |      | Ergebnis  |       | Ort         |
| ---------- | ---- | --------- | ----- | ----------- |
| 16.11.1997 | Iran | 2:3 n.GG. | Japan | in Malaysia |

Play-off gegen den Ozeanien-Sieger
| Datum      |            | Ergebnis  |            |
| ---------- | ---------- | --------- | ---------- |
| 22.11.1997 | Iran       | 1:1       | Australien |
| 29.11.1997 | Australien | 2:2       | Iran       |
| Gesamt:    | Iran       | (a)3:3(a) | Australien |

## Afrikanische Zone/CAF
32 Mannschaften ermittelten in 16 Playoff-Paarungen der Ersten Runde 16 Teilnehmer für die Zweite Runde, hinzu kamen noch vier weitere Mannschaften durch Freilos. In der Zweiten Runde spielten 20 Mannschaften in fünf Vierergruppen. Die fünf Gruppensieger qualifizierten sich für die WM 1998 in Frankreich.

### Erste Runde

#### Gruppe 1
| Datum      |              | Ergebnis |              |
| ---------- | ------------ | -------- | ------------ |
| 31.05.1996 | Mauretanien  | 0:0      | Burkina Faso |
| 16.06.1996 | Burkina Faso | 2:0      | Mauretanien  |
| Gesamt:    | Mauretanien  | 0:2      | Burkina Faso |

| Datum      |               | Ergebnis |               |
| ---------- | ------------- | -------- | ------------- |
| 01.06.1996 | Guinea-Bissau | 3:2      | Guinea        |
| 16.06.1996 | Guinea        | 3:1      | Guinea-Bissau |
| Gesamt:    | Guinea-Bissau | 4:5      | Guinea        |

| Datum      |          | Ergebnis |          |
| ---------- | -------- | -------- | -------- |
| 02.06.1996 | Kenia    | 3:1      | Algerien |
| 14.06.1996 | Algerien | 1:0      | Kenia    |
| Gesamt:    | Kenia    | 3:2      | Algerien |

|         | Ergebnis |         |
| ------- | -------- | ------- |
| Nigeria |          | Freilos |

#### Gruppe 2
| Datum      |         | Ergebnis |         | Ort      |
| ---------- | ------- | -------- | ------- | -------- |
| 01.06.1996 | Gambia  | 2:1      | Liberia |          |
| 23.06.1996 | Liberia | 4:0      | Gambia  | in Ghana |
| Gesamt:    | Gambia  | 2:5      | Liberia |          |

| Datum      |          | Ergebnis |          |
| ---------- | -------- | -------- | -------- |
| 01.06.1996 | Namibia  | 2:0      | Mosambik |
| 16.06.1996 | Mosambik | 1:1      | Namibia  |
| Gesamt:    | Namibia  | 3:1      | Mosambik |

| Datum      |          | Ergebnis |          |
| ---------- | -------- | -------- | -------- |
| 02.06.1996 | Ruanda   | 1:3      | Tunesien |
| 16.06.1996 | Tunesien | 2:0      | Ruanda   |
| Gesamt:    | Ruanda   | 1:3      | Tunesien |

|         | Ergebnis |         |
| ------- | -------- | ------- |
| Ägypten |          | Freilos |

#### Gruppe 3
| Datum      |           | Ergebnis |           |
| ---------- | --------- | -------- | --------- |
| 01.06.1996 | Malawi    | 0:1      | Südafrika |
| 15.06.1996 | Südafrika | 3:0      | Malawi    |
| Gesamt:    | Malawi    | 0:4      | Südafrika |

| Datum      |                | Ergebnis |                |
| ---------- | -------------- | -------- | -------------- |
| 02.06.1996 | Kongo          | 2:0      | Elfenbeinküste |
| 16.06.1996 | Elfenbeinküste | 1:1      | Kongo          |
| Gesamt:    | Kongo          | 3:1      | Elfenbeinküste |

| Datum      |           | Ergebnis |           |
| ---------- | --------- | -------- | --------- |
| 02.06.1996 | Mauritius | 1:5      | Zaire     |
| 16.06.1996 | Zaire     | 2:0      | Mauritius |
| Gesamt:    | Mauritius | 1:7      | Zaire     |

| Datum      |        | Ergebnis |        |
| ---------- | ------ | -------- | ------ |
| 02.06.1996 | Sudan  | 2:0      | Sambia |
| 16.06.1996 | Sambia | 3:0      | Sudan  |
| Gesamt:    | Sudan  | 2:3      | Sambia |

#### Gruppe 4
| Datum      |        | Ergebnis |        |
| ---------- | ------ | -------- | ------ |
| 01.06.1996 | Uganda | 0:2      | Angola |
| 16.06.1996 | Angola | 3:1      | Uganda |
| Gesamt:    | Uganda | 1:5      | Angola |

| Datum      |            | Ergebnis |            |
| ---------- | ---------- | -------- | ---------- |
| 02.06.1996 | Madagaskar | 1:2      | Simbabwe   |
| 16.06.1996 | Simbabwe   | 2:2      | Madagaskar |
| Gesamt:    | Madagaskar | 3:4      | Simbabwe   |

| Datum      |         | Ergebnis |         |
| ---------- | ------- | -------- | ------- |
| 02.06.1996 | Togo    | 2:1      | Senegal |
| 15.06.1996 | Senegal | 1:1      | Togo    |
| Gesamt:    | Togo    | 3:2      | Senegal |

|         | Ergebnis |         |
| ------- | -------- | ------- |
| Kamerun |          | Freilos |

#### Gruppe 5
| Datum      |              | Ergebnis |              |
| ---------- | ------------ | -------- | ------------ |
| 02.06.1996 | Burundi      | 1:0      | Sierra Leone |
| 15.06.1996 | Sierra Leone | 0:1      | Burundi      |
| Gesamt:    | Burundi 1    | 2:0      | Sierra Leone |

| Datum      |           | Ergebnis |           |
| ---------- | --------- | -------- | --------- |
| 02.06.1996 | Swasiland | 0:1      | Gabun     |
| 16.06.1996 | Gabun     | 2:0      | Swasiland |
| Gesamt:    | Swasiland | 0:3      | Gabun     |

| Datum      |          | Ergebnis |          |
| ---------- | -------- | -------- | -------- |
| 08.06.1996 | Tansania | 0:0      | Ghana    |
| 17.06.1996 | Ghana    | 2:1      | Tansania |
| Gesamt:    | Tansania | 1:2      | Ghana    |

|         | Ergebnis |         |
| ------- | -------- | ------- |
| Marokko |          | Freilos |

### Zweite Runde
Gruppe 1
| Pl. | Mannschaft   | Sp. | S | U | N | Tore    | Diff. | Punkte |
| --- | ------------ | --- | - | - | - | ------- | ----- | ------ |
| 1.  | Nigeria      | 6   | 4 | 1 | 1 | 010:400 | +6    | 13     |
| 2.  | Guinea       | 6   | 4 | 0 | 2 | 010:500 | +5    | 12     |
| 3.  | Kenia        | 6   | 3 | 1 | 2 | 011:120 | −1    | 10     |
| 4.  | Burkina Faso | 6   | 0 | 0 | 6 | 007:170 | −10   | 0      |

| 09.11.96 | Nigeria      | – | Burkina Faso | 2:0 |
| 10.11.96 | Guinea       | – | Kenia        | 3:1 |
| 12.01.97 | Kenia        | – | Nigeria      | 1:1 |
| 12.01.97 | Burkina Faso | – | Guinea       | 0:2 |
| 05.04.97 | Nigeria      | – | Guinea       | 2:1 |
| 06.04.97 | Kenia        | – | Burkina Faso | 4:3 |

Gruppe 2
| Pl. | Mannschaft | Sp. | S | U | N | Tore    | Diff. | Punkte |
| --- | ---------- | --- | - | - | - | ------- | ----- | ------ |
| 1.  | Tunesien   | 6   | 5 | 1 | 0 | 010:100 | +9    | 16     |
| 2.  | Ägypten    | 6   | 3 | 1 | 2 | 015:500 | +10   | 10     |
| 3.  | Liberia    | 6   | 1 | 1 | 4 | 002:100 | −8    | 04     |
| 4.  | Namibia    | 6   | 1 | 1 | 4 | 006:170 | −11   | 04     |

| 08.11.96 | Ägypten  | – | Namibia  | 7:1   |
| 10.11.96 | Liberia  | – | Tunesien | 0:1 1 |
| 11.01.97 | Namibia  | – | Liberia  | 0:0   |
| 12.01.97 | Tunesien | – | Ägypten  | 1:0   |
| 06.04.97 | Liberia  | – | Ägypten  | 1:0 1 |
| 06.04.97 | Namibia  | – | Tunesien | 1:2   |

Gruppe 3
| Pl. | Mannschaft | Sp. | S | U | N | Tore    | Diff. | Punkte |
| --- | ---------- | --- | - | - | - | ------- | ----- | ------ |
| 1.  | Südafrika  | 6   | 4 | 1 | 1 | 007:300 | +4    | 13     |
| 2.  | Kongo      | 6   | 3 | 1 | 2 | 005:500 | ±0    | 10     |
| 3.  | Sambia     | 6   | 2 | 2 | 2 | 007:600 | +1    | 08     |
| 4.  | Zaire      | 6   | 0 | 2 | 4 | 004:900 | −5    | 02     |

| 09.11.96 | Südafrika | – | Zaire     | 1:0   |
| 10.11.96 | Kongo     | – | Sambia    | 1:0   |
| 11.01.97 | Sambia    | – | Südafrika | 0:0   |
| 12.01.97 | Zaire     | – | Kongo     | 1:1   |
| 06.04.97 | Kongo     | – | Südafrika | 2:0   |
| 09.04.97 | Zaire     | – | Sambia    | 2:2 1 |

Gruppe 4
| Pl. | Mannschaft | Sp. | S | U | N | Tore    | Diff. | Punkte |
| --- | ---------- | --- | - | - | - | ------- | ----- | ------ |
| 1.  | Kamerun    | 6   | 4 | 2 | 0 | 010:400 | +6    | 14     |
| 2.  | Angola     | 6   | 2 | 4 | 0 | 007:400 | +3    | 10     |
| 3.  | Simbabwe   | 6   | 1 | 1 | 4 | 006:700 | −1    | 04     |
| 4.  | Togo       | 6   | 1 | 1 | 4 | 006:140 | −8    | 04     |

| 10.11.96 | Angola       | –   | Simbabwe | 2:1 |
| 10.11.96 | Togo         | –   | Kamerun  | 2:4 |
| 12.01.97 | Kamerun      | –   | Angola   | 0:0 |
| 12.01.97 | Simbabwe     | –   | Togo     | 3:0 |
| 06.04.97 | Angola -Togo | 3:1 |          |     |
| 06.04.97 | Kamerun      | –   | Simbabwe | 1:0 |

Gruppe 5
| Pl. | Mannschaft   | Sp. | S | U | N | Tore    | Diff. | Punkte |
| --- | ------------ | --- | - | - | - | ------- | ----- | ------ |
| 1.  | Marokko      | 6   | 5 | 1 | 0 | 014:200 | +12   | 16     |
| 2.  | Sierra Leone | 5   | 2 | 1 | 2 | 004:600 | −2    | 07     |
| 3.  | Ghana        | 6   | 1 | 3 | 2 | 007:700 | ±0    | 06     |
| 4.  | Gabun        | 5   | 0 | 1 | 4 | 001:110 | −10   | 01     |

| 09.11.96 | Marokko      | – | Sierra Leone | 4:0 |
| 10.11.96 | Gabun        | – | Ghana        | 1:1 |
| 11.01.97 | Sierra Leone | – | Gabun        | 1:0 |
| 12.01.97 | Ghana        | – | Marokko      | 2:2 |
| 05.04.97 | Sierra Leone | – | Ghana        | 1:1 |
| 06.04.97 | Gabun        | – | Marokko      | 0:4 |

## Ozeanische Zone/OFC
Zwei von sechs Mannschaften aus der Ersten Runde qualifizierten sich für die zweite Runde, hinzu kamen noch vier weitere Mannschaften die für die zweite Runde gesetzt waren. Die beiden Gruppensieger der beiden Dreiergruppen der Zweite Runde qualifizierten sich für das Ozeanien-Finale. Der Sieger des Ozeanien-Finales musste noch ein Play-off mit Hin- und Rückspiel gegen die Asien-Vierten um einen Endrundenplatz bestreiten, dessen Sieger sich für die WM 1998 in Frankreich qualifizierte.

### Erste Runde

#### Gruppe Melanesien
Tabelle
| Pl. | Mannschaft      | Sp. | S | U | N | Tore    | Diff. | Punkte |
| --- | --------------- | --- | - | - | - | ------- | ----- | ------ |
| 1.  | Papua-Neuguinea | 2   | 1 | 1 | 0 | 003:200 | +1    | 04     |
| 2.  | Salomonen       | 2   | 0 | 2 | 0 | 002:200 | ±0    | 02     |
| 3.  | Vanuatu         | 2   | 0 | 1 | 1 | 002:300 | −1    | 01     |

Spielergebnisse
| Turnier in Papua-Neuguinea |                 |   |           |     |
| 16.09.96                   | Papua-Neuguinea | – | Salomonen | 1:1 |
| 18.09.96                   | Salomonen       | – | Vanuatu   | 1:1 |
| 20.09.96                   | Papua-Neuguinea | – | Vanuatu   | 2:1 |

#### Gruppe Polynesien
Tabelle
| Pl. | Mannschaft | Sp. | S | U | N | Tore    | Diff. | Punkte |
| --- | ---------- | --- | - | - | - | ------- | ----- | ------ |
| 1.  | Tonga      | 2   | 2 | 0 | 0 | 003:000 | +3    | 06     |
| 2.  | Samoa      | 2   | 1 | 0 | 1 | 002:200 | ±0    | 03     |
| 3.  | Cookinseln | 2   | 0 | 0 | 2 | 001:400 | −3    | 0      |

Spielergebnisse
| Turnier in Tonga |           |   |            |     |
| 11.11.96         | Tonga     | – | Cookinseln | 2:0 |
| 13.11.96         | Westsamoa | – | Cookinseln | 2:1 |
| 15.11.96         | Tonga     | – | Westsamoa  | 1:0 |

| Datum             | Sieger Polynesien | Gesamt | Zweiter Melanesien | Hinspiel | Rückspiel |
| ----------------- | ----------------- | ------ | ------------------ | -------- | --------- |
| 15.02./01.03.1997 | Tonga             | 00:13  | Salomonen          | 0:4      | 0:9       |

### Zweite Runde

#### Gruppe 1
Tabelle
| Pl. | Mannschaft | Sp. | S | U | N | Tore    | Diff. | Punkte |
| --- | ---------- | --- | - | - | - | ------- | ----- | ------ |
| 1.  | Australien | 4   | 4 | 0 | 0 | 026:200 | +24   | 12     |
| 2.  | Salomonen  | 4   | 1 | 1 | 2 | 007:210 | −14   | 04     |
| 3.  | Tahiti     | 4   | 0 | 1 | 3 | 002:120 | −10   | 01     |

Spielergebnisse
| 11.06.97 | Australien | – | Salomonen | 13:0 |
| 13.06.97 | Australien | – | Tahiti    | 05:0 |
| 15.06.97 | Salomonen  | – | Tahiti    | 04:1 |

#### Gruppe 2
Tabelle
| Pl. | Mannschaft      | Sp. | S | U | N | Tore    | Diff. | Punkte |
| --- | --------------- | --- | - | - | - | ------- | ----- | ------ |
| 1.  | Neuseeland      | 4   | 3 | 0 | 1 | 013:100 | +12   | 09     |
| 2.  | Fidschi         | 4   | 2 | 0 | 2 | 004:700 | −3    | 06     |
| 3.  | Papua-Neuguinea | 4   | 1 | 0 | 3 | 002:110 | −9    | 03     |

Spielergebnisse
| 31.05.97 | Papua-Neuguinea | – | Neuseeland      | 1:0 |
| 07.06.97 | Fidschi         | – | Neuseeland      | 0:1 |
| 11.06.97 | Neuseeland      | – | Papua-Neuguinea | 7:0 |

### Ozeanien-Finale
| Datum      |            | Ergebnis |            |
| ---------- | ---------- | -------- | ---------- |
| 28.06.1997 | Neuseeland | 0:3      | Australien |
| 05.07.1997 | Australien | 2:0      | Neuseeland |
| Gesamt:    | Neuseeland | 0:5      | Australien |

### Play-off gegen den Asien-Vierten
| Datum      |            | Ergebnis  |            |
| ---------- | ---------- | --------- | ---------- |
| 22.11.1997 | Iran       | 1:1       | Australien |
| 29.11.1997 | Australien | 2:2       | Iran       |
| Gesamt:    | Iran       | (a)3:3(a) | Australien |